# 射影线性群
射影线性群是代数学里群论中的一类群的称呼。射影线性群也叫射影一般线性群（一般记作 PGL），是某个系数域为{\displaystyle \mathbb {K} }的向量空间V上的一般线性群在射影空间  P(V) 上诱导的群作用。具体来说，射影线性群是商群：
{\displaystyle \mathbb {P} {\mathcal {GL}}(V)={\mathcal {GL}}(V){\bigg /}\mathbb {K} (V)}
其中的{\displaystyle {\mathcal {GL}}(V)}是V上的一般线性群，而{\displaystyle \mathbb {K} (V)}是由V上的所有数乘变换构成的{\displaystyle {\mathcal {GL}}(V)}的子群。之所以在{\displaystyle {\mathcal {GL}}(V)}中约去{\displaystyle \mathbb {K} (V)}，是因为它们在射影空间上的作用是平凡的（所以构成群作用的核）。{\displaystyle \mathbb {K} (V)} 有时也被记作 {\displaystyle {\mathcal {Z}}(V)}，因为它是一般线性群的中心。
与射影线性群类似的还有射影特殊线性群，一般记作PSL。它的定义与射影线性群相似，只不过不是在一般线性群而是在特殊线性群上。
{\displaystyle \mathbb {P} {\mathcal {SL}}(V)={\mathcal {SL}}(V){\bigg /}{\mathcal {SZ}}(V)}
其中的{\displaystyle {\mathcal {SL}}(V)}是V上的特殊线性群，而{\displaystyle {\mathcal {SZ}}(V)}是{\displaystyle \mathbb {K} (V)}在{\displaystyle {\mathcal {SL}}(V)}中的子群（即行列式等于1的数乘变换构成的子群）。显然 {\displaystyle {\mathcal {SZ}}(V)} 是 {\displaystyle {\mathcal {SL}}(V)} 的中心。若{\displaystyle V=\mathbb {K} ^{n}}（n 维空间），则 {\displaystyle {\mathcal {SZ}}(V)} 同构于由n 次单位根构成的群。
射影线性群与射影特殊线性群都是群论和几何中最常研究的群，即所谓的“经典群”。射影线性群中的元素称为射影线性变换。{\displaystyle V=\mathbb {K} ^{n}}（n 维空间），那么这个射影线性群也记作{\displaystyle \mathbb {P} {\mathcal {GL}}(n,\mathbb {K} )} 或 {\displaystyle \mathbb {P} {\mathcal {GL}}_{n}(\mathbb {K} )}。
当且仅当 {\displaystyle \mathbb {K} } 中每一个元素的n 次根都在 {\displaystyle \mathbb {K} } 中，例如在 {\displaystyle \mathbb {K} } 代数封闭（比如是复数域 {\displaystyle \mathbb {C} }）的时候，射影线性群与射影特殊线性群等同。{\displaystyle \mathbb {P} {\mathcal {GL}}(2,\mathbb {C} )=\mathbb {P} {\mathcal {SL}}(2,\mathbb {C} )}。但是系数域为实数的时候，就有{\displaystyle \mathbb {P} {\mathcal {GL}}(2,\mathbb {R} )>\mathbb {P} {\mathcal {SL}}(2,\mathbb {R} )}。几何的解释是：实射影直线是有向的，而实射影特殊线性群只包括保持定向的变换。
射影线性群与射影特殊线性群也可以在环上定义，一个重要的例子是模群{\displaystyle \mathbb {P} {\mathcal {GL}}(2,\mathbb {Z} )}。